# كونراد أوبراين فرنش
كونراد فُولك تومُند أوبراين فرِنش (19 نوفمبر 1893 - 23 أكتوبر 1986)، كان ضابطًا مرموقًا بالمخابرات البريطانية، ونقيبًا في جوالة تيبيراري في «الفوج الملكي الأيرلندي» و«فوج رَمَّاحي الملكة السادس عشر» في الحرب العالمية الأولى، وشرطيًّا خَيَّالًا في شرطة الشمال الغربي الخيَّالة الملكية. وكان فوق كل هذا ضليعًا في الفن واللغة والتأليف والتسلق والتزلج.

## حداثته ودراسته
وُلد كونراد فولك تومند أوبراين فرنش في لندن، ابنًا ثانيًا لهنري ألبرت دي فرِكيو أوبراين فرنش (مركيز كاستيل تومند)، وزوجته وينفريد ناي ثيرسبي، وريثة الرائد جيمس لي ثيرسبي، من عائلة أورمرود في لانكشر.
قضى هو وأخوه الأكبر رولو (رولو أدريان فلاديمير ثيرسبي ماري ألتييري أوبراين فرنش) طفولتهما في إيطاليا بفيلا تورلونيا (في فراسكاتي) لدى تلال ألبان بشرق روما، ثم في بياتزا ديل إنديبندنسا في فلورنسا، حيث تلقَّيَا دروسهما الخصوصية في الإنجليزية والفرنسية والإيطالية. عندما عاد كونراد إلى إنجلترا انضم إلى رولو في مدرسة ويك الإعدادية في مدينة هوف بمقاطعة ساسكس. بعدما رحل رولو عن مدرسة ويك، أتمّ كونراد دراسته الإعدادية في مدرسة سانت أوبينز في روتنجدين، ثم التحق بكلية زراعة برادلي كورت في منطقة فورست أوف دين، حيث أُولع بالفروسية وصيد الثعالب وغيرهما من الأنشطة الريفية، وصار عضوًا في نادي ليدبري هانت. في تلك الأعوام وُلِدت أخته إيفون (إيفون كاستيل تومند أوبراين فرنش) وأخوه أليكسيس (أليكسيس هنري أوبراين فرنش).

## شرطة الشَّمال الغربي الخيَّالة الملكية
عندما بلغ كونراد 16، تغيرت حياته بموت أخيه في حادثة كرة قدم، فخرج من مدرسته لدراسة الزراعة في وادي إيفشام، وهناك لقِي قاضي صلح من مزرعة بافلو ليك في ساسكاتشوان. حكى له القاضي عن الحياة على الحدود البرية وعن شرطة الشَّمال الغربي الخيَّالة الملكية. في أبريل 1910 أبحر كونراد وسِنّه 17 على عَبّارة (إمبراطورة بريطانيا) إلى مقاطعة كيبك، وواصل المُضِيّ غربًا وانضم إلى شرطة الشَّمال الغربي في ساسكاتشوان.
بعدما اجتاز كونراد التدريب الأساسي، أُرسل إلى تلال سايبريس في كندا، وهي منطقة برية نائية. بعدئذ أُرسل إلى منطقة ويلو كريك، ثم إلى باتل كريك. لكن في منتصف 1912 جاءه خبر احتضار أمه بالسرطان، فدفع رسوم التسريح وعاد إلى إيشر في مقاطعة سَري ليكون بجانبها، حتى ماتت في الصيف اللاحق.
في تلك الفترة كان كونراد وأصدقاؤه يرتحلون في العُطل الأسبوعية إلى مضمار سباق بروكلاندز، وهناك تعرَّف سباقات المحركات الآلية. اشترى بعدئذ سيارة مرسيدس سيمبلكس من إصدار 1909، وأُولع بالسيارات السريعة.

## الخدمة العسكرية

### معركة مونس
سافر كونراد بعد موت أمه إلى موطن أجداده في أيرلندا، وانضم إلى ميليشيا تيبيراري، وهي وحدة احتياطية خاصة تابعة للفوج الملكي الأيرلندي. في أغسطس 1914 ترقى إلى رتبة نقيب، وشارك في معركة مونس مع فَوجه، ضمن قوات الحملة البريطانية. في أول أيام المعركة أُصيب إصابة فادحة وأُسِر. احتُجز أولًا في تورجاو (قلعة بِسْماركية)، ثم في معسكر بورج دي مَجديبورج للأسرى.
بعد عديد من محاولات الهروب الفاشلة، نُقل إلى معسكر في أوجَستَباد كان الهرب منه يُعد محالًا. فأخذ كونراد يبادِل صديقته كاثلين مان الخطابات، واستَعمل الحبر السري في تسريب تفاصيل تحرُّك القوات وغيرها من المعلومات الاستراتيجية التي كان يجمعها من الأسرى الجُدد. في إحدى رسائله سرب معلومات حصل عليها من طيار بريطاني أسير عن نموذج أوّلي لقاذفة قنابل ألمانية. كانت كاثلين سكرتيرة ستيوارت منزيس المسؤول في سلك مكافحة التجسس البريطاني، وهذا سرّع نقل المعلومات بواسطته إلى المشير دوجلاس هيج. حُووِل تحرير كونراد والطيار وتهريبهما إلى لندن، لكن باءت المحاولات بالفشل، ولبث كونراد في أوجَستَباد.

### جهاز المخابرات البريطاني
بعد الحرب العالمية الأولى استُدعي كونراد في ديسمبر 1918 إلى وايت هول للقاء العقيد ستيورات منزيس، وعيّنه منزيس في المخابرات البريطانية (في ذلك الوقت كان منزيس يعمل تحت قيادة النقيب البحري مانسفيلد سميث كامينج، أول رئيس للمخابرات البريطانية، وكان لقبه «سِي»، وهو لقب ما زال يلقَّب به كل رئيس لتلك المخابرات). ثم أُرسل إلى المُفوَّضية البريطانية في ستوكهولم بصفته مساعد ملحق عسكري تحت قيادة الرائد ديموك سكيل. بعدئذ كُلِّف بجمع معلومات من اللاجئين الروسيين الهاربين في أعقاب ثورة 1917 (لأنه تعلم الروسية في أَسْره حتى أجادها).
في 1920 كُلف كونراد بمرافقة الدبلوماسي الروسي ليونيد كراسين عبر الدول المعادية للحكومة الشيوعية الجديدة، ليلتقي رئيس الوزراء لويد جورج في لندن، لإجراء محادثات سرية حول استعادة حركة التجارة مع الغرب. صدّقت رسائل من اللورد أكتون (الوزير البريطاني المفوَّض إلى فنلندا -الحديثة العهد بالاستقلال آنذاك-) على تجهيز قطار خاص لنقل الوفد. سافروا في حراسة مشددة إلى توركو ثم فنلندا ثم السويد (حيث انضمت إليهم عائلة كراسين) في طريقهم إلى إنجلترا. أدت هذه الواقعة (أول لقاء شخصي بين قيادة روسية شيوعية والعالم الخارجي) إلى توقيع الاتفاقية التجارية الإنجليزية السوڤييتية في مارس 1921.
بعد ذلك أدى كساد ما بعد الحرب وتسطُّح العلاقات السوڤييتية البريطانية إلى استقطاعات من المخابرات، فاستقال منها كونراد وعاد إلى إنجلترا.

## الهند
عندما عاد كونراد، كُلف ضابطًا معاونًا لحاكم بريطاني في الجولة الملكية في الهند. في 21 ديسمبر 1921 وصل إدوارد الثامن (أمير ويلز آنذاك) إلى الهند، ومكث فيها حتى إبريل 1922. في ذلك الوقت كان المؤتمر الوطني الهندي (بقيادة موهانداس كرمشاند غاندي وجواهر لال نهرو) في أوج نشاطه، فضايَقت الجولةَ الملكية مظاهراتٌ وأعمال شغب. كان لِرَد الفعل البريطاني القاسي دور في نهاية الاستعمار البريطاني للهند.
في فبراير 1922 طالب نائب الملك في الهند اللورد ريدنج (روفوس أيزاكس، مركيز ريدنج الأول) باجتماع -حضره كونراد مع الأمير- لمناقشة احتمالية اعتقال غاندي. في 1 فبراير 1922 كتب غاندي خطابًا إلى نائب الملك يخبره فيه بأن مقاطعة باردولي قررت بدء عصيان مدني جماعي والامتناع عن دفع الضرائب، ما لم يعلن النائب سياسة عدم التدخل في النشاطات اللاعُنفية.
حدث أن اعتدى المفتش المساعد المسؤول عن مخفر تشوري تشورا على متطوعي الكونجرس في مدينة مونديرا بازار، فتجمهر في 4 فبراير 1922 حشد غاضب عند المخفر مطالبًا بتفسير من المسؤول الجاني. وبينما يسير الحشد هاتفًا هتافات مناهضة للحكومة، أطلقت الشرطة طلقات تحذيرية أججت غضب الحشد، فجَعل يرمي الشرطة بالحجارة، فأُمرت الشرطة بفتح النيران، فقتلت ثلاثة وأصابت عديدًا. ثم تراجعت الشرطة، والسبب عند بعضهم نقص الذخيرة، وعند آخرين الخوف من الحشد الغاضب الشجاع. عمت الفوضى، ولجأت الشرطة القاصر عددها إلى ملجأ تانا (دار البلدية). تحدى الحشد الثائر الشرطة أن تخرج من مكمنها، ومع انعدام التجاوب انتقم الحشد بإضرام النيران في تانا، قاتلين 22 شرطيًّا (منهم ضابط المخفر).
لم يكن غاندي يؤيد أعمال العنف، فعلَّق من ثَم «حركة عدم التعاون» في أوجها. أمل المسؤولون البريطانيون قمع العصيان المدني باعتقال غاندي، وبالفعل أَمر اللورد ريدنج باعتقاله في 10 مارس 1922. النقاش المبدئي الذي حضره كونراد صار عندئذ واقعًا، فها هو ذا غاندي يحاكَم ويُسجن، لكن لم تكن النتائج كما رام البريطانيون. شهد كونراد بنفسه مدى التغيير الذي يستطيعه رجل واحد يعبر عن رأيه المخلص بسلمية. بُعَيد هذا رضخت حكومة الهند البريطانية وأفسحت المجال للقيادة الهندية.